# Kongo i olympiska sommarspelen 1992
Kongo-Brazzaville deltog i de olympiska sommarspelen 1992, men ingen av landets deltagare erövrade någon medalj.

## Friidrott
Herrarnas 100 meter
- David N'Koua
  - Heat — 10,96 (→ gick inte vidare)

Damernas 400 meter häck
- Addo Ndala
  - Heat — DNS (→ gick inte vidare)